# L'Astragale de Cassiopée
Pour les articles homonymes, voir Astragale.
L'Astragale de Cassiopée est la neuvième histoire de la série Isabelle de Will, Yvan Delporte, André Franquin et Raymond Macherot. Elle est publiée pour la première fois du no 2019 au no 2035 du journal Spirou.

## Univers

### Synopsis
En Transylvanie, Hermès vole un diamant magique, le Koh-I-On. Puis il va chez Isabelle et tante Ursule. Pendant ce temps, la vieille sorcière Kalendula se rend au fond de l'océan pour libérer le chuintufle, un animal qui est son fidèle serviteur. De son côté, Hermès fait fabriquer par des forgerons magiques l'astragale de Cassiopée, un bijou destiné à la jeune et bienveillante Calendula, afin de lui assurer pour toujours l'amour d'Hermès. Mais sa maléfique ancêtre Kalendula a d'autres plans.

### Personnages
- Isabelle
- Tante Ursule : excellente ménagère, aveugle au surnaturel
- Oncle Hermès : puissant sorcier, il a des jambes de bouc
- Kalendula : sorcière maléfique
- Calendula : une jeune sorcière sympathique, descendante de l'horrible Kalendula

## Historique
Cette histoire fait directement suite à L'Île dont on ne revient pas. Kalendula poursuit sa vengeance dans L'Étang des sorciers.

## Publication

### Revues
Cette histoire de quarante-quatre planches est publiée pour la première fois du no 2019 au no 2035 du journal Spirou en 1976.

### Album
Elle reparaît en album en 1979.